# Richard Maurice Bucke
Richard Maurice Bucke (Methwold, Inglaterra, 18 de março de 1837 — London, Canadá, 19 de fevereiro de 1902) foi um psiquiatra canadense do final do século 19. 
Bucke foi um aventureiro em sua juventude. Mais tarde, estudou medicina e praticou a psiquiatria na província de Ontário, Canadá. 
Aos 35 anos de idade, Bucke passou por uma experiência que ele chamou de "consciência cósmica", um evento extraordinário que mudou sua vida e o levou a escrever o livro Cosmic Consciousness, um estudo da experiência mística, que é a sua obra mais conhecida.
Foi amigo de alguns literatos notáveis no Canadá, nos Estados Unidos e na Inglaterra, especialmente de Walt Whitman, o grande poeta norte-americano, de quem Bucke foi o primeiro biógrafo.
Além de publicar um grande número de artigos profissionais, Bucke escreveu também os livros: Man's Moral Nature e Walt Whitman (biografia).  

## Biografia

### Os primeiros anos
Richard Maurice Bucke nasceu em 1837, em Methwold, Inglaterra, filho do Reverendo Horatio Walpole Bucke e de sua esposa Clarissa Andrews. O casal teve sete filhos e três filhas, tendo Richard Maurice sido o sétimo a nascer. Em 1838, os pais e sete filhos sobreviventes emigraram para o Canadá quando Richard Maurice tinha um ano de idade. Estabeleceram-se numa fazenda pioneira nas imediações da atual cidade de London, na província de Ontário. 
Seu pai tinha uma vasta cultura e levou consigo sua enorme biblioteca de vários milhares de volumes em diversas línguas, que viriam a ser a base da educação de Richard Maurice. O Reverendo Bucke era um erudito que dominava a leitura em sete línguas, e foi ele o único professor dos seus filhos nos primeiros anos. Foi de seu pai que Richard Maurice aprendeu latim, e foi a leitura de milhares de livros dessa biblioteca que propiciou a base de sua futura educação como médico e literato. Richard Maurice nunca frequentou a escola formalmente, pois não havia escolas por perto. Ele foi um autodidata no sentido mais amplo do termo.

### A fase aventureira
Sua mãe faleceu quando Richard Bucke tinha apenas alguns anos de vida e seu pai faleceu pouco depois. Aos dezesseis anos ele saiu de casa e viajou para os Estados Unidos. Junto com um grupo de aventureiros, viajou desde o Estado de Ohio para o oeste até a Califórnia. Durante cinco anos vagueou pela América do Norte. Trabalhou em fazendas, estradas de ferro, barcos a vapor e nas minas do oeste de Nevada. Várias vezes quase sucumbiu por motivos de doença, fome e frio intenso. No inverno de 1857-58, quase morreu congelado ao atravessar as montanhas da Califórnia, e foi o único sobrevivente do seu grupo. Sofreu uma severa exposição ao frio que resultou em um pé totalmente amputado e uma parte do outro. Após uma longa recuperação, agora com vinte um anos, retornou ao Canadá, para o lugar onde havia passado sua infância.

### Formação acadêmica
Com a maioridade, herdou a pequena propriedade de sua falecida mãe e este dinheiro permitiu-lhe passar alguns anos estudando. Em 1858, Bucke entra na escola médica da McGill University em Montreal, onde se gradua com louvor em 1862, aos 25 anos, com a tese intitulada: "A Correlação das Forças Vital e Física". Nos anos de 1862-63, faz a sua pós-graduação em Londres (University College) e Paris (Collèges des Médecins) especializando-se em psiquiatria.
Em 1864, Bucke retornou ao Canadá, estabelece o seu consultório e casa-se com Jessie Maria Gurd em 1865. O casal teve oito filhos.

### A fase profissional
Bucke teve muito sucesso na profissão que escolheu. O premier do Canadá foi o seu primeiro cliente. Sua carreira médica dirigiu-se para a psiquiatria, ou psicologia médica, como era então chamada.
Bucke escreveu muitos artigos e apresentou muitas palestras para as sociedades de psicologia da sua época. Ele estava entre os mais progressistas dentro da psiquiatria. Foi ele o primeiro a descontinuar o uso de vários procedimentos que eram comuns em seu tempo no tratamento de doentes mentais e a tratar seus pacientes como seres humanos que eram.
Em 1876, Richard Bucke foi nomeado Superintendente do Provincial Asylum for the Insane em Hamilton, Ontário; em 1877, foi nomeado Superintendente do Asylum for the Insane em London, Ontário, cargo em que permaneceu até sua morte em 1902. Em 1888, foi eleito Presidente da Psycological Section da British Medical Association e, em 1890, Presidente da American Medico-Psychologial Association.

### Morte
A morte sobreveio subitamente a Richard Maurice Bucke em 19 de fevereiro de 1902. Depois do jantar, numa noite canadense de frio intenso, ele saiu à varanda para dar um último olhar às estrelas antes de dormir. Escorregou num pedaço de gelo e bateu a cabeça violentamente contra um pilar. Morreu instantaneamente. Bucke estava com sessenta e cinco anos de idade.

## Envolvimento com literatura
Bucke apreciava literatura e poesia. Tinha amigos entre os literatos, especialmente os poetas. Em 1869, com trinta anos de idade, leu Leaves of Grass (Folhas de Relva), de Walt Whitman, o famoso poeta norte-americano. Este livro exerceu profunda influência em sua vida. Ele "percebeu de imediato que este livro continha aquilo que por tanto tempo estivera procurando".
Encontrou-se com Whitman em 1877 e entre eles desenvolveu-se uma duradoura amizade. Bucke disse mais tarde que foi "elevado a um plano superior de existência" graças a Whitman. Bucke publicou uma biografia do poeta em 1883 e foi um executor literário de Whitman. 
Em 1882, Bucke foi eleito para a "English Literature Section" da "Royal Society of Canada". 

## A experiência de consciência cósmica
Em 1872, com trinta e cinco anos de idade, Richard Maurice Bucke passou pela experiência que marcou para sempre sua vida, uma fugaz experiência mística por ele considerada como uns poucos momentos de consciência cósmica. 
Ao descrever esta experiência, Bucke diz que, após passar a noite em companhia de alguns amigos lendo alguns autores, especialmente Walt Whitman, estava ele voltando para casa quando, "de repente, sem qualquer aviso, sentiu-se como que envolto numa nuvem da cor de uma chama. Logo percebeu que essa luz estava em seu interior. Logo depois veio-lhe um sentimento de júbilo, de imensa felicidade, acompanhado de uma iluminação intelectual totalmente impossível de descrever. Em sua mente jorrou um lampejo do Esplendor Bramânico, que desde então iluminou sua vida. ... Ele afirma que aprendeu mais naqueles poucos segundos que durou a experiência que nos anos anteriores de estudo e que aprendeu muita coisa que nenhum estudo lhe poderia ter ensinado". 
A iluminação em si durou apenas poucos momentos, mas seus efeitos mostraram-se permanentes. O acontecimento extraordinário daquela noite foi único e nunca se repetiu, mas ele tinha sido iniciado a uma ordem superior de ideias. Contudo, ele não tinha qualquer ideia do significado dessa extraordinária experiência.

### O livroConsciência Cósmica
Anos depois da experiência que vivenciou, Bucke conheceu C.P., de quem tinha ouvido falar sobre sua grande percepção espiritual. Sua conversa com C.P. lançou muita luz sobre o significado da experiência que ele havia vivenciado. Suas pesquisas levaram Bucke a conversar com várias outras pessoas que tinham passado por experiências similares, e que o ajudaram na organização de suas ideias. Mas foi necessário ainda muito tempo até estas ideias amadurecerem e darem origem ao conceito básico que Bucke expressou anos mais tarde no seu livro intitulado Cosmic Consciousness (Consciência Cósmica, em português), seu magnum opus.  
Bucke pegou emprestado o termo "consciência cósmica" de Edward Carpenter, que havia viajado e estudado religião no Oriente. Amigo de Bucke, Carpenter havia derivado o termo "consciência cósmica" do termo oriental "consciência universal". Em sua descrição de sua experiência pessoal, Bucke combinou sua lembrança com pensamentos de outro de seus amigos, Caleb Pink ("C. P.") - e de outros - e registrou sua experiência em um estilo poético.  
Ao descrever o fenômeno que ele chama "consciência cósmica", Bucke conclui que se trata do próximo nível de consciência da raça humana. Diz que ao longo da história alguns indivíduos passaram por experiências que, embora aparentemente diferentes, são de fato o mesmo fenômeno. Assim, ele inclui no livro o estudo que fez de vários indivíduos que passaram por esta mesma experiência, alguns seus contemporâneos, (especialmente Walt Whitman), e também personagens históricos, como Buda, Jesus, São Paulo, Maomé, Plotino, Dante, Francis Bacon, William Blake, Ramakrishna, entre outros.

### Características da consciência cósmica
A partir de suas pesquisas, Bucke mostra que as experiências de "consciência cósmica" apresentam uma variada gama de características, sendo algumas delas mais frequentes, embora nem todas ocorram em todos os casos. Eis algumas delas: (a) Luz subjetiva; a sensação de o indivíduo estar imerso numa nuvem luminosa; (b) Elevação moral, uma sensação de júbilo, de êxtase; (c) Iluminação intelectual, uma compreensão do TODO; (d) Senso de imortalidade, desaparecendo o medo da morte; (e) Instantaneidade e imprevisibilidade da experiência.
A duração da experiência é geralmente curta, da ordem de poucos segundos, minutos e mais raramente horas, embora o tempo não tenha qualquer significado para quem a vivencia. Em alguns casos, a experiência ocorre apenas uma vez na vida, como ocorreu com Bucke. Em outros casos, pode repetir-se a intervalos variáveis (semanas, meses ou anos). 
Na maioria dos casos estudados por Bucke, a idade do indivíduo em que a experiência se manifesta tende a ser em plena maturidade, entre os 30 e 40 anos.

## A teoria evolutiva de Bucke
Bucke adota o conceito evolucionista exposto por Charles Darwin poucas décadas antes. Descreve detalhadamente o processo evolutivo, desde os organismos mais primitivos (os animais inferiores), passando pelos animais superiores (o cão, o cavalo, etc.), até o ser humano atual. Ele estende este processo ao desenvolvimento espiritual, considerando-o inerente à Natureza, como algo natural e inevitável. Ele argumenta que o ser humano está destinado a evoluir e, ao longo deste longo processo de evolução, atingirá o próximo nível de consciência, a consciência cósmica. 
Segundo a visão evolucionista de Bucke, o universo conhecido apresenta à nossa mente uma série de ascensões, ou fases de evolução, cada uma delas separada da fase seguinte por um aparente salto.
Bucke desenvolveu uma teoria envolvendo três fases no desenvolvimento da consciência: a consciência simples, possuída pelos animais superiores; a autoconsciência do ser humano atual, que inclui o raciocínio, a imaginação, a linguagem, etc.; e a consciência cósmica, a mais nova faculdade do ser humano, o próximo estágio no desenvolvimento humano. 
Bucke mostra que uma nova faculdade manifesta-se inicialmente em alguns poucos indivíduos. Com o passar do tempo, aumenta gradativamente o número de indivíduos que a manifestam. Sendo a consciência cósmica a mais nova faculdade humana, apenas algumas pessoas a manifestam atualmente mas, de acordo com este princípio, esse número tenderá a aumentar ao longo do tempo. Bucke levanta uma interessante hipótese ao teorizar sobre quando a consciência cósmica teria começado a surgir no ser humano. Para ilustrar sua teoria, Bucke apresenta um resumo de diversas faculdades, o qual inclui: A época em que a faculdade surgiu inicialmente, a proporção de indivíduos que ainda não têm essa faculdade, etc.
A visão de Bucke era profundamente otimista. Na parte I ("Primeiras palavras") de seu livro Consciência Cósmica diz "que o universo é tão bem estruturado e ordenado que, sem qualquer possibilidade de erro, todas as coisas trabalham juntas para o bem de cada uma e de todas; que o princípio fundamental do mundo é o que chamamos de amor e que a felicidade de cada um é a longo prazo absolutamente certa".

### Influência do livro
A primeira edição do livro Consciência Cósmica foi publicada em 1901, um ano antes da morte de Bucke. Somente quinhentos exemplares foram impressos nesta edição (a única durante a vida do autor). Mas ele continua a existir em várias reimpressões e faz parte da biblioteca de quase todas as pessoas que têm um interesse em misticismo e psicologia espiritual.
William James, o famoso filósofo e psicólogo norte-americano, leu o livro pouco depois da publicação e escreveu uma carta a Richard Bucke expressando sua apreciação por esta obra nos seguintes termos: 
- “Acho que o senhor trouxe esta espécie de consciência para a atenção dos estudiosos da natureza humana de uma forma tão clara e definida que será impossível, doravante, desconhecê-la ou ignorá-la. ... Mas, resumindo a impressão que seu livro me causou, é que ele é uma contribuição da mais alta importância e que o senhor é um benfeitor de todos nós”.[25]

### Uma visão diferente
Richard Bucke afirma que o processo de evolução da raça humana para o novo nível de consciência era inevitável. Escreveu que "nossos descendentes mais cedo ou mais tarde alcançarão, como espécie, o estágio de Consciência Cósmica...".
Uma ideia diferente foi exposta por P.D. Ouspensky (1878—1947), matemático e filósofo russo, que publicou em 1912 o livro Tertium Organum, dez anos após a morte de Bucke.
Nesse livro, Ouspensky faz uma análise da teoria de evolução da consciência de Bucke. Num dos pontos abordados, diz que Bucke considera o salto evolutivo para a consciência cósmica como sendo um processo inconsciente e inevitável, como o que ocorreu com as plantas e os animais. 
Ouspensky argumenta, no entanto, que essa evolução inconsciente não é mais possível após o aparecimento do raciocínio; que a mente humana pode ajudar a própria evolução, mas pode também impedi-la; que  a futura evolução do ser humano não pode ser um processo inconsciente, mas que só virá através de um esforço consciente para se desenvolver; e que se o ser humano não se esforçar conscientemente para evoluir, não evoluirá; e o indivíduo que não evoluir não permanece numa condição estática, mas entra em decadência, degenera.

## Legado
Richard Bucke tornou-se um dos mais destacados alienistas do continente americano, introduzindo muitas reformas em procedimentos que, embora considerados naquela época perigosamente radicais, são hoje em dia corriqueiros.
Ele foi parte do movimento progressista que se preocupava com o tratamento ministrado aos indivíduos que sofriam de distúrbios mentais. Priorizava o contato humano, incentivava a prática de esportes e também o que chamaríamos hoje de Terapia ocupacional. 
Junto com clássicos como Varieties of Religious Experience (As Variedades da Experiência Religiosa), de William James, e outras obras mais recentes, o livro Consciência Cósmica, de Richard Bucke, colaborou para o desenvolvimento da Psicologia Transpessoal.  
Bucke e seu amigo, o poeta Walt Whitman, foram representados no filme de 1990 Beautiful Dreamers, respectivamente, pelos atores Colm Feore and Rip Torn. 